# Serra Calderona
La serra Calderona o serra de la Calderona és una serralada del País Valencià. Forma una alineació muntanyosa d'orientació nord-oest a sud-est que s'estén des de la serra de Javalambre fins prop de la mar Mediterrània, a Puçol. Separa les conques dels rius Palància i Túria, i les províncies de Castelló i València. Al seu voltant, se situen les comarques de l'Alt Palància, Camp de Morvedre, Camp de Túria i l'Horta Nord.
La part oriental de la serra ha estat protegida sota la figura de Parc natural per la Generalitat Valenciana des de 2002.

## Descripció física
La serra Calderona forma part del sistema Ibèric i constituïx, junt amb la Serra d'Espadà, una de les derivacions més pròximes a la costa.
Les dimensions del conjunt, de més de 35 quilòmetres de distància en línia recta entre el Montmayor (a Altura) i el Picaio (Sagunt), han dificultat la delimitació del conjunt, sobretot pel quadrant nord-oest on la Calderona es difumina entre les serres que descendeixen de la serralada de Javalambre: la serra d'Andilla i la serra del Toro principalment. A l'ombria la vall del Palància i a solana les planes del Camp de Túria com la foia de les Alcubles i el pla de Llíria i més al sud la plana de l'Horta Nord.
Les principals altures de l'alineació es troben cap a l'interior, en quan més s'aproximem al nord-oest, i va abaixant de manera esglaonada en anar cap a la costa. Així la màxima altura es troba al Montmayor (1.017 m.) al terme d'Altura (Alt Palància) i seguint en direcció sud-est anirem trobant els cims del Gorg (907 m.) a Gàtova (Camp de Túria), l'Alt de la Nevera (714 m.), els Rebalsadors (798 m.), el Garbí (593 m.) i ja tocant la costa el Picaio (363 m.) i el Cabeç Bord (238 m.).
La xarxa hidrogràfica es divideix en dos: els barrancs i rambles que repleguen les aigües del vessant nord, inclosa en la conca del riu Palància, on destaquen la rambla de la Cartuja o el barranc d'Àrguines; i pel sud el barranc del Carraixet que naix a Gàtova i recull d'altres afluents com del barranc del Cirer.
Pel que fa a la vegetació, s'ha vist influenciada pels contrastos entre els terrenys calcaris, de grisos clars, i els roig del gres roig en què creixen l'alzina surera, el lloreret (o marfull) i l'arborcer. Estos arbres, juntament amb els camps cultivats de garroferes i oliveres, configuren un espai típicament mediterrani.

## Serra Calderona o dePortaceli
La denominació de la serra ha variat al llarg del temps i els escriptors l'han mencionada amb topònims diversos. En el segle xviii el botànic Cavanilles va ser el primer que la va descriure, amb el nom de muntanyes de Portaceli. Els excursionistes del segle XX, seguint el criteri d'unificació i de recerca de solucions, varen divulgar el nom de Calderona, que correspon al sector més meridional, on existia un coll i un barranc amb eixe nom. Possiblement, la difusió de la dita popular «A robar, a la Calderona» —que s'usa per a protestar d'un preu que es considera abusiu— ha influït en la consolidació del nom actual. La serra presenta un conjunt irregular de muntanyes i moles, trencades per barrancs, valls i colls, que han mantingut un paisatge esquerp, ple d'amagatalls, coves i avencs. Esta orografia va facilitar que fora usada com a refugi pels bandolers.

## Protecció
Part de la serra va ser declarada Parc Natural el gener de 2002 per part de la Generalitat Valenciana pels seus valors ecològics, paisatgístics i etnogràfics. La zona protegida afecta 18.019 hectàrees del sector oriental de la serra, la que afecta els municipis d'Altura, Sogorb, Gàtova, Marines, Olocau, Serra, Nàquera, Estivella, Segart, Albalat dels Tarongers, Gilet i Sagunt. Un total de tres comarques: l'Alt Palància, el Camp de Túria i el Camp de Morvedre.

## Galeria

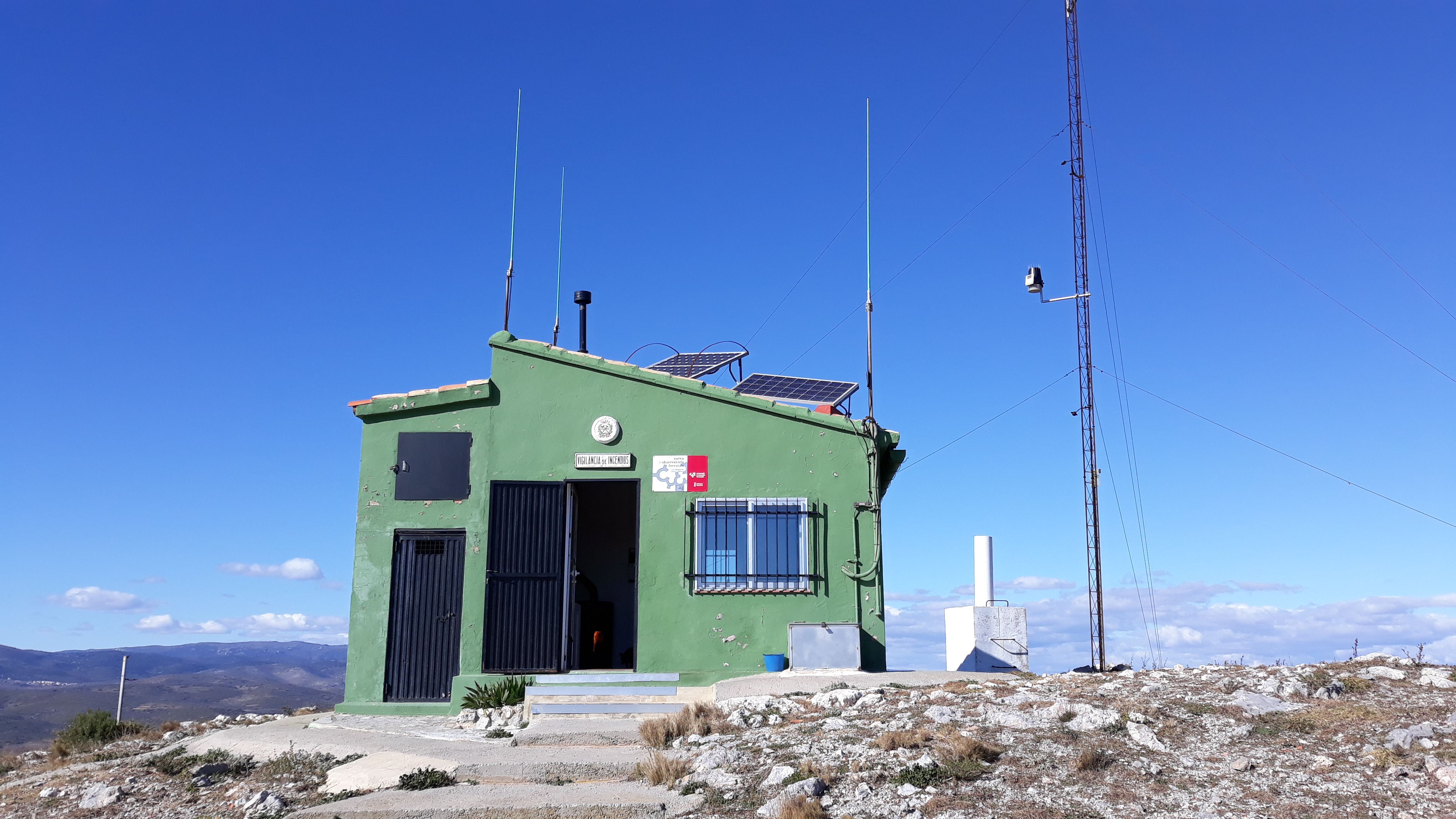
Cim del Montmayor (1.017 m.), màxima altura de la serra al terme d'Altura.
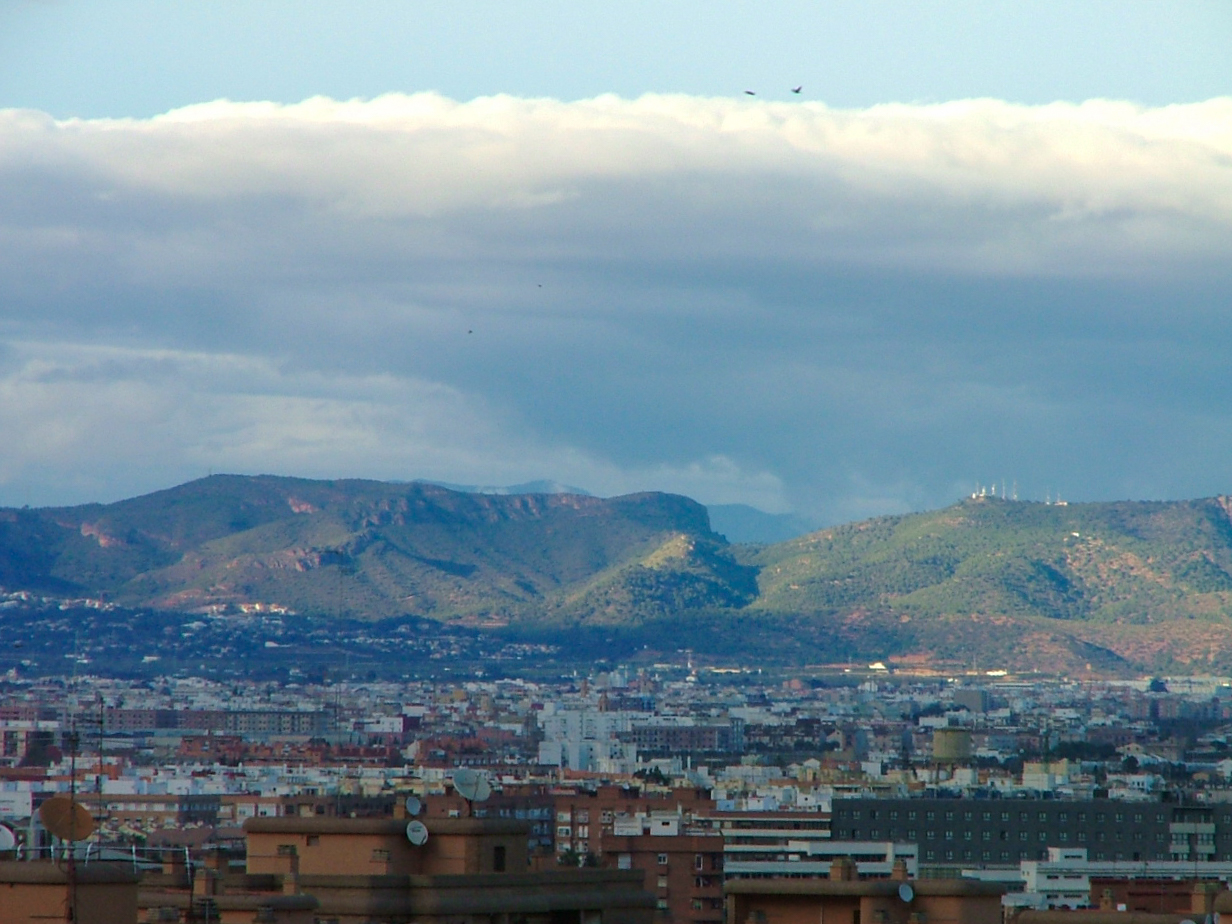
Solana de la serra Calderona des de València
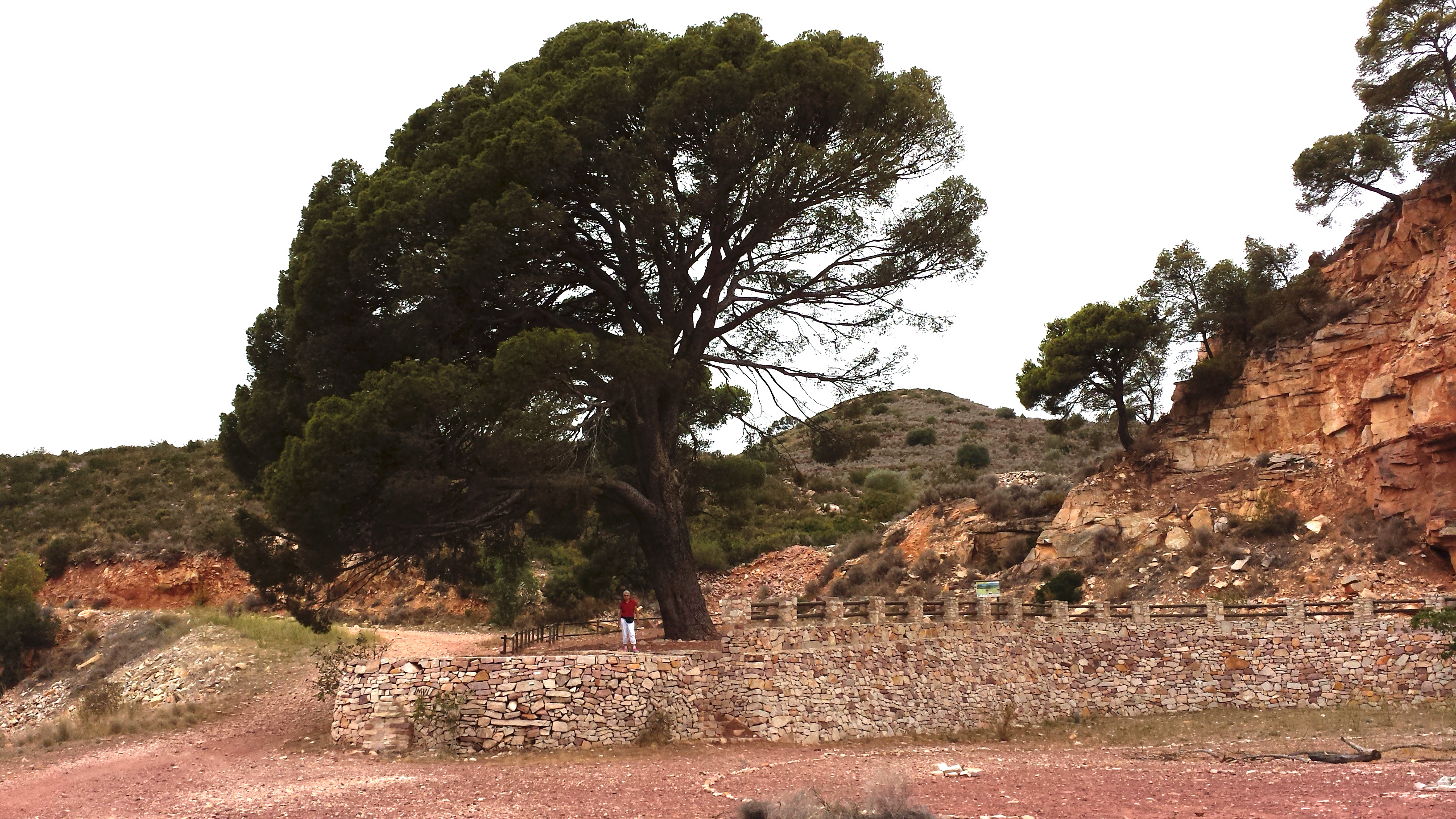
Paratge del Pi del Salt, Nàquera (vessant sud)
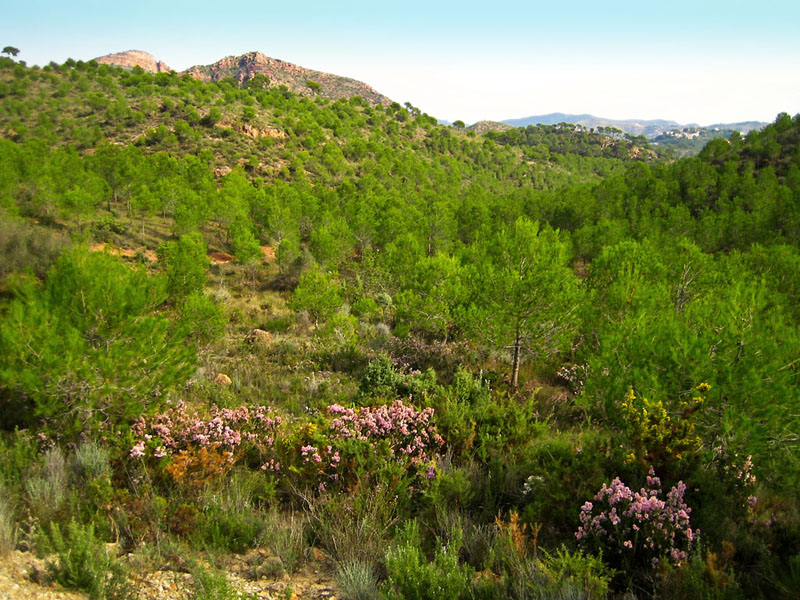
Bosc mediterrani a Sant Esperit (vessant nord)
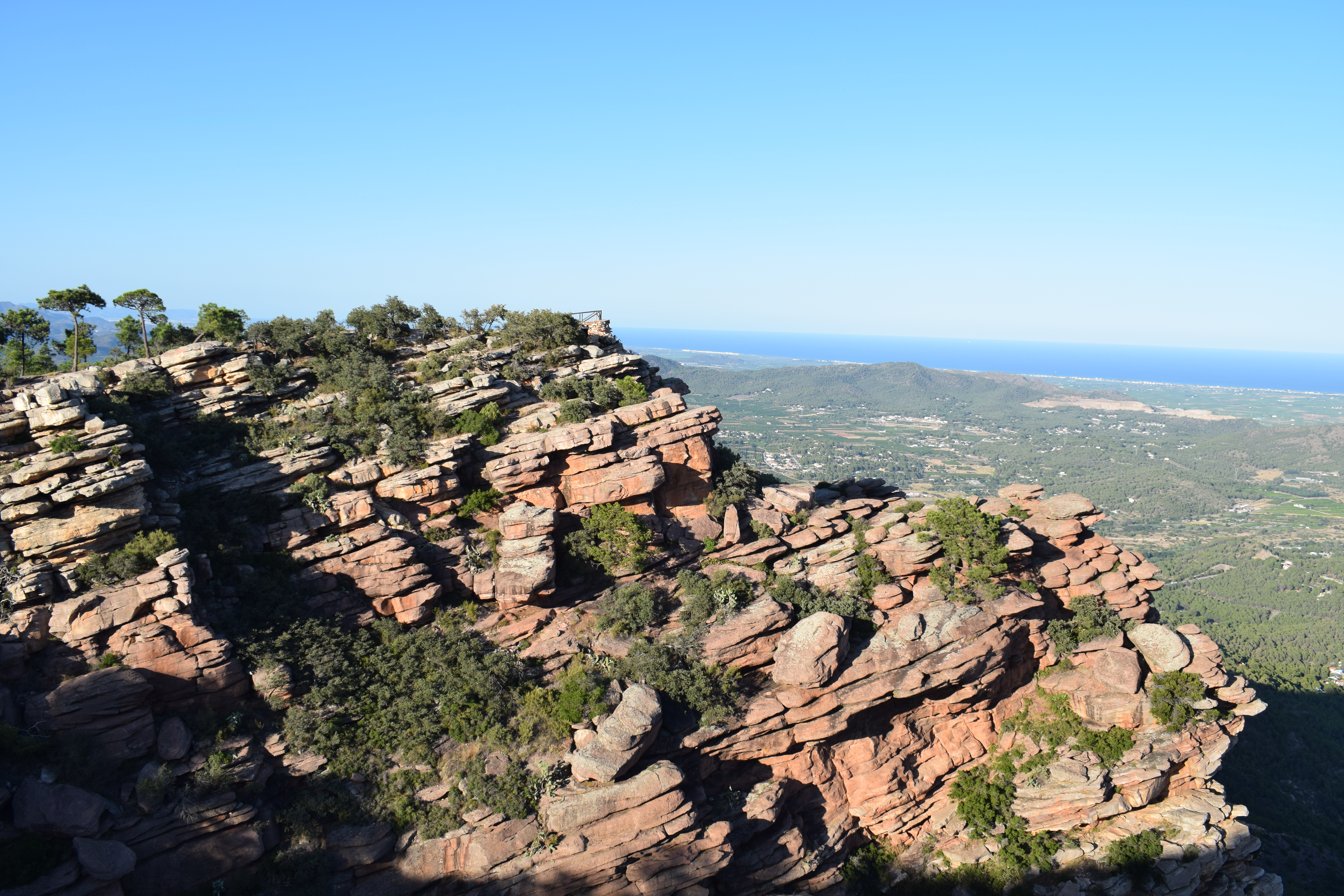
Cim del Garbí (593 m.), mirador de la Mediterrània.
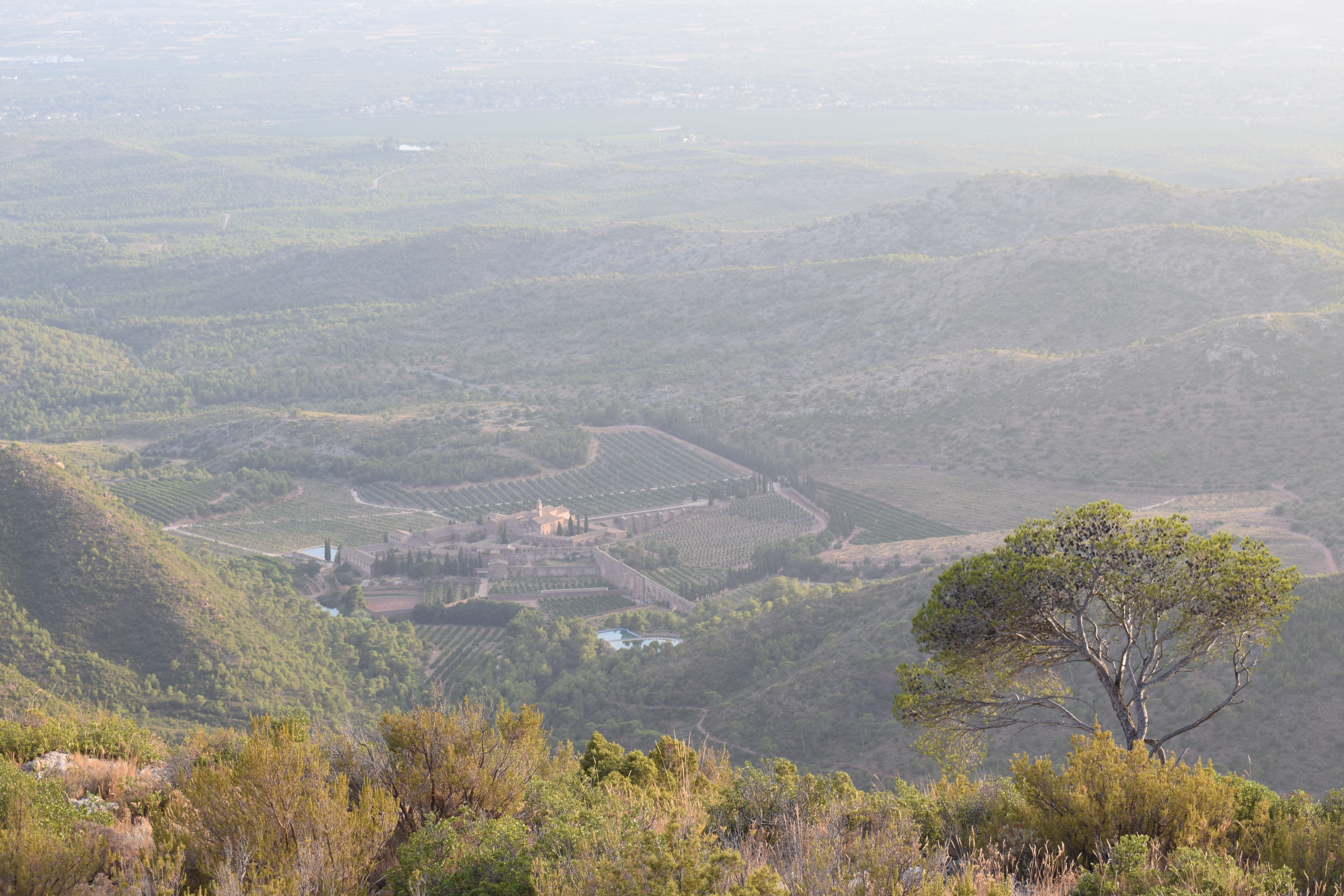
Portaceli i la vall de Lullén (vessant sud) des dels Rebalsadors
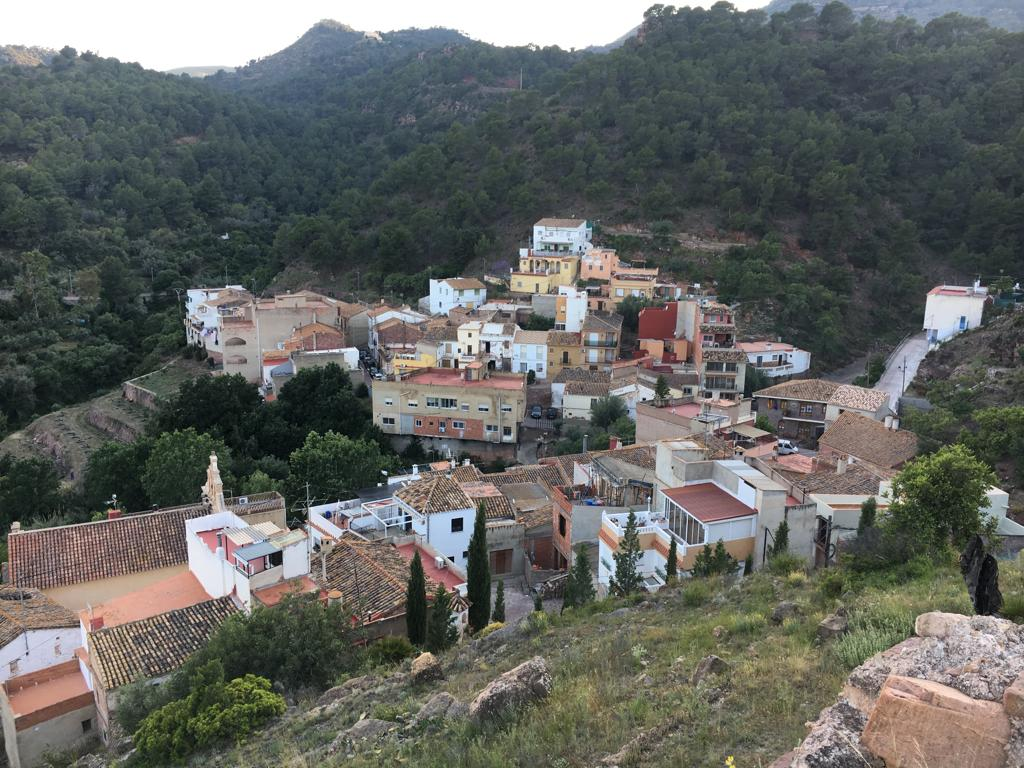
Segart, poble situat al cor de la serra
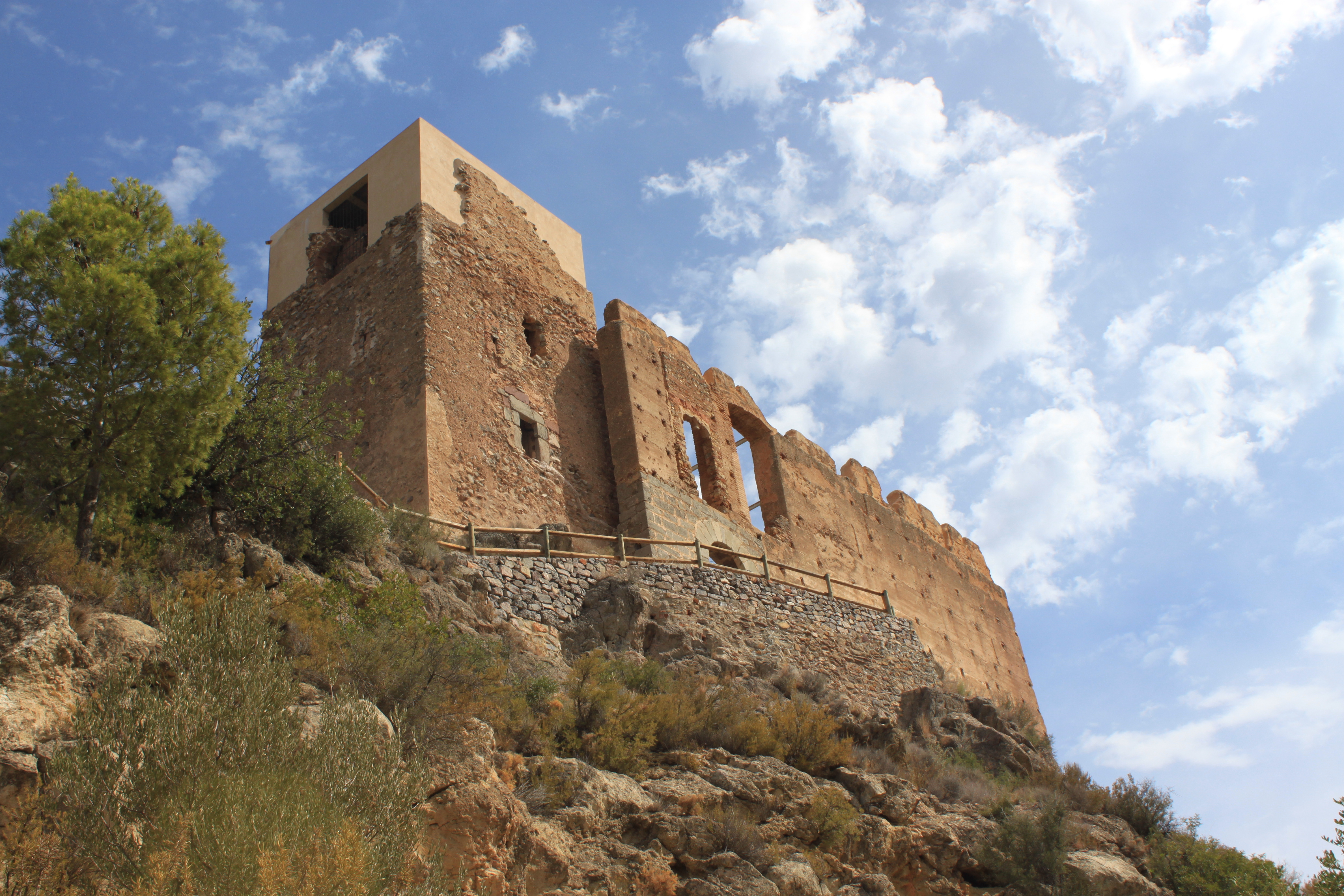
Castell de Beselga, al vessant nord
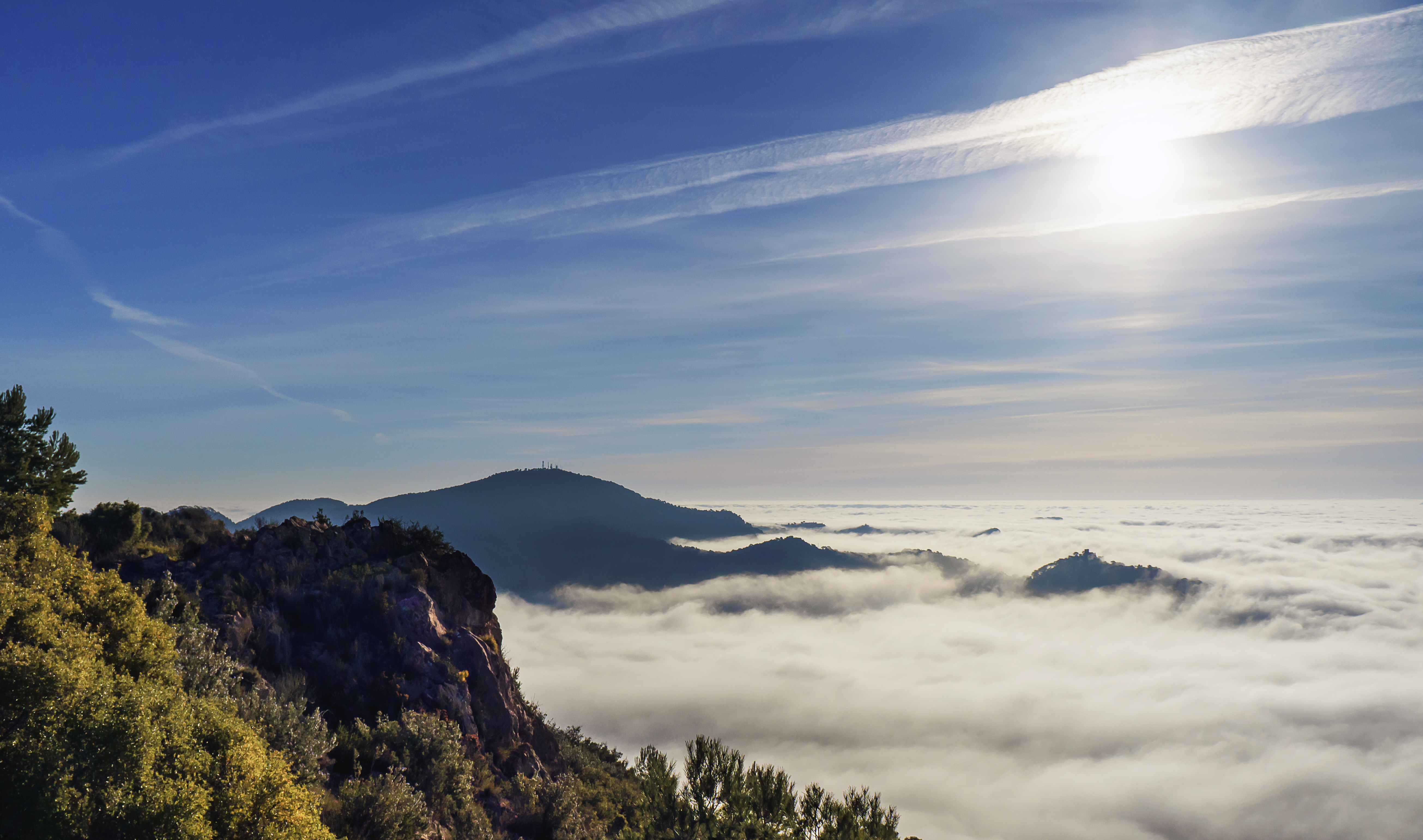
Cim de Rebalsadors (798 m.)